# Man of Science, Man of Faith
"Man of Science, Man of Faith" (da. titel Videnskab og tro) er det 25. afsnit af tv-serien Lost. Episoden blev instrueret af Jack Bender og skrevet af Damon Lindelof. Det blev første gang udsendt 21. september 2005, og karakteren Jack Shephard vises i afsnittets flashbacks.

## Handling
På grund af lugen åbner fører Jack og Locke til uenighed. Mens søgen efter hunden, ser Shannon et uhyggeligt syn.
Locke og Kate går ned i lugen imod Jacks vilje. Jack følger efter dem og gør en frygtelig opdagelse.

## Bipersoner
- Christan Shephard – John Terry
- Kevin – Anson Mount
- Sarah – Julie Bowen
- Hunden Vincent – Madison